# Mydaea nebulosa
Mydaea nebulosa är en tvåvingeart som först beskrevs av Stein 1893.  Mydaea nebulosa ingår i släktet Mydaea och familjen husflugor. Arten är reproducerande i Sverige. Inga underarter finns listade i Catalogue of Life.